# Девять достойных

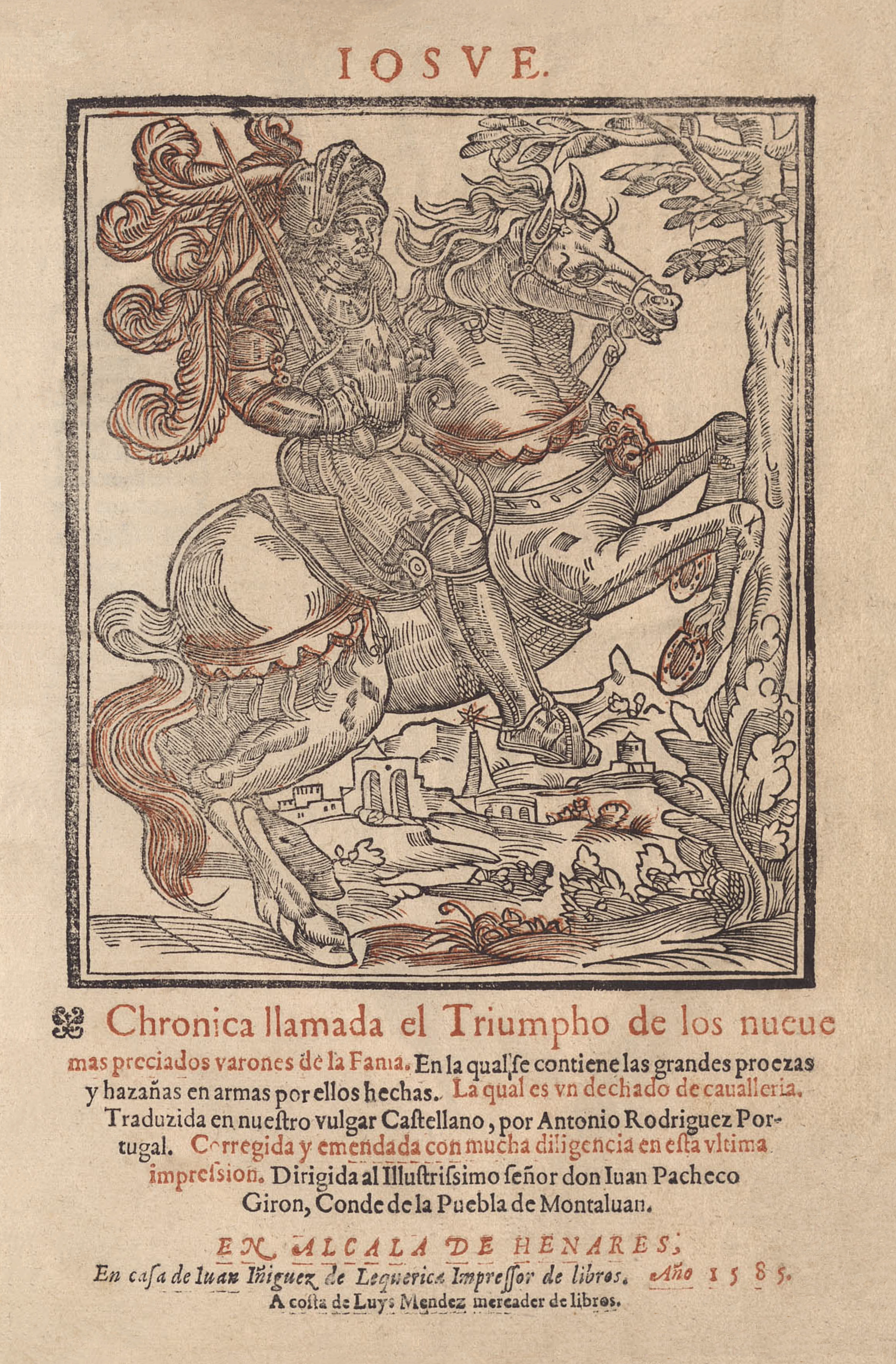
Девять достойных (Alcalá de Henares, 1585).

Девять достойных — персонификация идеалов рыцарства и вооружённой добродетели в средневековой христианской (католической) традиции. Девять человек, избранных в качестве образа для подражания всем европейским дворянам, которые обязались с оружием в руках стоять за веру.

## Девять достойных

### Праведные язычники
- Гектор
- Александр Македонский
- Гай Юлий Цезарь

### Честные иудеи
- Иисус Навин
- Давид
- Иуда Маккавей

### Добрые христиане
- Король Артур
- Карл Великий
- Готфрид Бульонский

## Зарождение традиции
Впервые были описаны Иаковом Ворагинским, среди других святых и праведников, в «Золотой легенде» в 1312 году. По другой версии, излагаемой Й. Хёйзингой, впервые описаны в поэме «Обеты павлина» Жака де Лонгийона в том же 1312 году. С тех пор их жизнеописания изучались всеми молодыми людьми, готовящимися к посвящению в рыцари.
Французский поэт времён Столетней войны Эсташ Дешан (1346—1406), развивший культ Девяти достойных в своих многочисленных балладах, увязывал их почитание с современным ему воинским культом, добавив к их именам имя своего современника Бертрана Дюгеклена, а его покровитель герцог Людовик Орлеанский выставил в замке Куси статую доблестного бретонского коннетабля как десятого из героев.

## Мотив в искусстве
Образ девяти достойных был частым мотивом в средневековом искусстве Западной Европы (преимущественно в скульптуре и живописи) начиная с XIV века. Также они известны под названиями «Девять принцев», «Девять храбрых» (во Франции), «Девять героев», «Девять мужей славы» (в русском переводе «Дон Кихота»). Изучение жизни, подвигов и храбрости каждого из них считались отправной точкой в формировании мировоззрения того, кто собирался стать рыцарем.
|                        |                   |                        |
| Три праведных язычника | Три честных иудея | Три добрых христианина |